# انسان خردمند
انسان خردمند، انسان هوشمند یا انسان نوین (نام علمی: Homo sapiens)، نام یک گونه از سردهٔ انسان است. بر اساس نظریهٔ فرگشت، انسان خردمند، نمونه‌ای فرگشته از انسان راست‌قامت است. از دیدگاه دیرین‌مردم‌شناختی، دو دیدگاه رایج در مورد خاستگاه انسان هوشمند موجود است. نخستین دیدگاه آن است که انسان‌های خردمند، از نیای مشترکی که از انسان راست‌قامت در آفریقا تمایزیافته، تکثیر گردیده است. فرض دیگر بر آن است که انسان خردمند مسیر فرگشتی خود را از انسان راست‌قامت نه تنها در آفریقا که در دیگر قلمروها سپری کرده است. از سال ۲۰۱۰ میلادی مطالعات ژنتیکی، دیدگاهی میانه را ثابت کرده‌اند؛ به‌طوری‌که خزانهٔ ژنی انسان خردمند عمدتاً از نیای آفریقایی است، اگرچه اختلاط در طول فرگشت نشان می‌دهد که در دیگر نقاط کرهٔ زمین نیز فرگشت رخ داده است.

## نام‌گذاری
نام علمی «انسان خردمند» که هومو ساپینس است توسط کارل لینه (۱۷۵۸) گذاشته شده، بخش لاتین آن هومو (homo) به معنی انسان و بشر است و ساپینس (sapiens) که واژه‌ای لاتین است، معنی خردمند می‌دهد. برخی از مترجمان و زبان‌شناسان معتقدند که عبارت «خردورز» ترجمهٔ بهتری نسبت به «خردمند» برای واژهٔ لاتین sapiens است ولی با این حال در زبان فارسی بیشتر از عبارت خردمند استفاده می‌شود.

## ریشه
۳۰۰۰۰۰ سال پیش حداقل ۹ گونه از انسان در کره زمین وجود داشتند اما امروزه فقط هومو ساپینس یا انسان خردمند، باقی مانده است.
انسان‌های خردمند به چند زیرگونه، نظیر انسان خردمندِ خردمند، انسان خردمند ایدالتو و انسان‌های خردمند باستانی طبقه‌بندی می‌شوند که دو دستهٔ آخر منقرض گردیده‌اند.
به‌طور معمول دو نظریه در خصوص ریشهٔ انسان خردمند وجود دارد: منشأ آفریقایی انسان مدرن و فرضیه چند ناحیه‌ای بودن آن. از سال ۲۰۱۰ میلادی که تحقیقات ژنتیکی ظهور پیدا کردند، بیشتر کشفیات نشان‌دهندهٔ منشأ آفریقایی بوده و همچنین یک درصد محدودی نیز به صورت مخلوط چندناحیه‌ای وجود داشته است.
مدل اصلی که مورد قبول اکثریت قرار گرفته منشأ اصلی انسان‌های مدرن امروزی را بر اساس مهاجرت انسان‌های اولیه از آفریقا دانسته است. این نظریه در رسانه‌ها با نام مدل خروج-از-آفریقا (Out-of-Africa model) شناخته می‌شود و در دانشگاه‌ها با نظریهٔ جدید تک-منشأیی (recent single-origin) بودن، نظریهٔ جایگزینی (Replacement Hypothesis) و نظریهٔ مدل جدید منشأ آفریقایی (Recent African Origin) شناخته می‌شود. این نظریه که انسان‌ها دارای یک منشأ هستند در کتاب «تبار انسان، و انتخاب طبیعی در ارتباط با جنسیت» توسط چارلز داروین (۱۸۷۱) منتشر شده است. این نظریه تا سال ۱۹۸۰ میلادی مورد قبول واقع نشد، تا اینکه در سال ۱۹۸۰ میلادی بر اساس مطالعهٔ DNA روش‌های امروزی (دی‌ان‌ای میتوکندریایی) و نیز با شواهد به‌دست آمده انسان‌شناسی زیستی مطابقت پیدا کرد. بر اساس شواهد به‌دست آمده از فسیل‌ها و آزمایش‌ها ژنتیک، انسان خردمند باستانی در آفریقا و به آنتومیک انسان مدرن امروزی در طی سالیان و در حدود ۲۰۰ هزار و ۱۰۰ هزار پیش فرگشت یافتند و اولین دسته‌ای که آفریقا را ترک کردند حدود ۶۰ هزار سال پیش بوده که در طی زمان با جمعیت انسان‌های نئاندرتال و هومو ارکتوس (انسان راست‌قامت) جایگزین شدند. اخیراً، در سال ۲۰۱۷ میلادی، فسیل‌هایی در جبل ایرهود (مراکش) پیدا شدند که نشان می‌دهند ممکن است فرگشت انسان خردمند در حدود ۳۰۰ هزار سال پیش بوده و همچنین دیگر شواهدی وجود دارد که نشان می‌دهد ممکن است انسان خردمند در ۲۷۰ هزار سال پیش آفریقا را ترک کرده است. امروزه دانشمندان با مدل تک منشأیی بودن انسان‌ها در آفریقای شرقی اتفاق نظر دارند. با این حال، یافته‌های جدید از ژنوم‌های کامل نئاندرتال این فرض را ایجاد می‌کند که برخی از انسان‌های مدرن امروزی دارای ژن‌های مشترکی با برخی ژن‌های نئاندرتال هستند. فردی که این مطالعه را انجام داده گفته است که یافته‌های آنان با ترکیب بالای ۴٪ از نئاندرتال در برخی از جمعیت‌ها مطابقت دارد. اما در همان مطالعه نیز گفته شده است که ممکن است دلایل دیگری برای اشتراک ژن‌های انسان امروزی با ژن‌های باستانی وجود داشته باشد.

## فرگشت
بازهٔ زمانی برای فرگشت از نسل شامپانزه-انسان به گونهٔ انسان (سرده) تقریباً ۱۰ تا ۲۰ میلیون سال پیش و از انسان راست‌قامت به انسان خردمند تقریباً ۱٫۸ تا ۰٫۲ میلیون سال پیش تخمین زده شده است. مطالعات علمی بر روی فرگشت انسان عمدتاً بر روی ژنوم انسان (سرده) تمرکز دارد (ایجاد و انقراض گونه‌ها)، اما مطالعه بر روی دیگر گونهٔ انسانیان را نیز شامل می‌شود، برای مثال «میمون‌های بزرگ» که شامل جنوبی‌کپی به عنوان مهم‌ترین اجداد انسان‌ها می‌شود و همچنین گونه‌هایی که در بین انسان‌ساییان بوده و منقرض شدند: شامپانزهها، بونوبوها، گوریلها و دیگر گونه‌های منقرض شده. «انسان‌های امروزی» به عنوان گونه انسان خردمند (هومو ساپینس) شناخته می‌شود که تنها زیرگونه منشعب شده از آنچه که هومو ساپینس بوده، است. انسان خردمند ایدالتو که یک زیرگونه شناخته شده دیگر است، نیز منقرض شده است. گونه انسان نئاندرتال که در ۳۰ هزار سال پیش منقرض شده به عنوان یک زیرگونه از «هومو ساپین نئاندرتال» طبقه‌بندی شده که مطالعات ژنتیک امروزه نشان دادند که DNA انسان‌های امروزی از نئاندرتال در ۵۰۰ هزار سال پیش جدا شده است. آناتومی انسان‌های امروزی ابتدا در فسیل‌های پیدا شده در آفریقا که ۱۹۵ هزار سال قدمت دارند دیده شده است (بقایای اومو را ببینید)، که بر اساس شواهد مطالعات زیست‌شناسی مولکولی می‌توان زمان تقریبی جدا شدن اجداد تمام جمعیت انسان‌ها را به ۲۰۰ هزار سال پیش تخمین زد. مطالعات وسیع انجام شده بر تنوع ژنتیکی آفریقایی‌های مردم بوشمن و خویسان که نشان‌دهندهٔ بیشترین تنوع ژنتیکی در بین ۱۱۳ جمعیت مجزای نمونه‌برداری شده هستند، آنها را جزو ۱۴ «خوشه‌های اجدادی جمعیت» قرار داده است. همچنین تحقیقات نشان داده است که مهاجرت انسان‌های اولیه از جنوب غربی آفریقا نزدیک مرزهای نامیبیا و آنگولا بوده است. نیروهای انتخاب طبیعی بر روی جمعیت انسان ادامه داشته و شواهد نشان می‌دهد که در برخی از مناطق ژنوم‌ها انتخاب هدایتی در طی ۱۵ هزار سال پیش داشتند.